# Merdare
Merdare (izvirno srbsko Мердаре) je naselje v Srbiji, ki upravno spada pod Občino Kuršumlija; slednja pa je del Topliškega upravnega okraja.

## Demografija
V naselju Merdare živi 118 polnoletnih prebivalcev. Njihova povprečna starost je 45,2 let (43,6 pri moških in 46,7 pri ženskah). Naselje ima 52 gospodinjstev, pri čemer je povprečno število članov na gospodinjstvo 2,67.
To naselje je, glede na rezultate popisa iz leta 2002, večinoma srbsko, a v času zadnjih treh popisov je opazno zmanjšanje števila prebivalcev.
|  |

| Demografija | Demografija     | Demografija     |
| Leto        | Št. prebivalcev | Št. prebivalcev |
| ----------- | --------------- | --------------- |
|             |                 |                 |
|             |                 |                 |
|             |                 |                 |
|             |                 |                 |
| 1948        | 438             |                 |
| 1953        | 474             |                 |
| 1961        | 460             |                 |
| 1971        | 370             |                 |
| 1981        | 318             |                 |
| 1991        | 222             | 222             |
| 2002        | 140             | 139             |
|             |                 |                 |

| Etnična sestava po popisu iz leta 2002 | Etnična sestava po popisu iz leta 2002 | Etnična sestava po popisu iz leta 2002 | Etnična sestava po popisu iz leta 2002 | Etnična sestava po popisu iz leta 2002 |
| -------------------------------------- | -------------------------------------- | -------------------------------------- | -------------------------------------- | -------------------------------------- |
| Srbi                                   | Srbi                                   |                                        | 106                                    | 76,25%                                 |
| Črnogorci                              | Črnogorci                              |                                        | 31                                     | 22,30%                                 |
| Neznano                                | Neznano                                |                                        | 2                                      | 1,43%                                  |